# Mrenești
Mrenești – wieś w Rumunii, w okręgu Vâlcea, w gminie Crețeni. W 2011 roku liczyła 583 mieszkańców.